# Калверли, Чарлз Стюарт
Чарлз Стюарт Калверли (англ. Charles Stuart Calverley, 1831—1884) — английский поэт, прозванный «королём пародистов».

## Биография
В течение последних семнадцати лет жизни был вследствие болезни прикован к постели. Издал отдельно «Verses and translations» (1862), и «Fly Leaves» (1872). В 1885 году вышли его посмертные «Literary Remains», а в 1901 — полное собрание его сочинений.
Его пародии на некоторых английских поэтов (так, очень известны пародии на Джин Инджелоу) передают не только внешние черты их стихов, но и сам дух пародируемого автора. Он верно подмечал все слабые стороны осмеянных им поэтов, делая их ясными и для обыкновенного читателя. Из его подражателей ни один не мог приблизиться к оригиналу.